# Eriotrix
Eriotrix là một chi thực vật có hoa trong họ Cúc (Asteraceae).

## Loài
Chi Eriotrix gồm các loài: